# Свинецдицерий
Свинецдицерий — бинарное неорганическое соединение
свинца и церия
с формулой Ce2Pb,
кристаллы.

## Получение
- Сплавление стехиометрических количеств чистых веществ:

{\displaystyle {\mathsf {Pb+2Ce\ {\xrightarrow {1380^{o}C}}\ Ce_{2}Pb}}}

## Физические свойства
Свинецдицерий образует кристаллы
гексагональной сингонии, параметры ячейки a = 0,816 нм, c = 0,359 нм, Z = 2
.
Соединение конгруэнтно плавится при температуре 1380°C .